# Danuria
Danuria — рід богомолів родини Deroplatyidae. Великі богомоли, поширені в Тропічній Африці на південь від Сахари. Описано 14 видів.

## Опис
Великі богомоли з тонким тілом. Голова широка, з опуклим тіменем. Фасеткові очі видовжені, на верхівці звужені. Передньоспинка тонка, довша за передні тазики, задня частина бокових країв з дрібними зубцями. Тазики передніх ніг з виїмкою біля верхівки. Передні стегна тонкі, з 4 дискоїдальними та 4 зовнішніми шипами. Обидві пари крил у самців розвинені, дещо коротші за кінець кінця черевця. Крила самиць укорочені, надкрила непрозорі, задні крила дуже темні. Черевце довге з довгими сегментами. Задні крила непрозорі. Церки короткі та конічні.

## Спосіб життя
Мешкають у сухих, але не в пустельних біотопах, переважно серед трав та чагарників.

## Ареал та різноманіття
Переважно поширені на південь від Сахари.
Типовий вид роду — Danuria thunbergi.
До роду належать 14 видів, об'єднані в 2 підроди:
- Danuria s. str.
  - Danuria angusticollis
  - Danuria buchholzi
  - Danuria contorta
  - Danuria fusca
  - Danuria gracilis
  - Danuria impannosa
  - Danuria obscuripennis
  - Danuria sublineata
  - Danuria thunbergi

- Danuriodes Giglio-Tos, 1907
  - Danuria affinis
  - Danuria barbozae
  - Danuria congica
  - Danuria kilimandjarica
  - Danuria serratodentata